# Weir (Familienname)
Weir (englisch für Wehr) ist ein englischer Familienname.

## Namensträger
- Alisha Weir (* 2009), irische Schauspielerin
- Amanda Weir (* 1986), US-amerikanische Schwimmerin
- Andrew Weir, 1. Baron Inverforth (1865–1955), britischer Reder und Politiker
- Andrew Weir, 2. Baron Inverforth (1897–1975), britischer Reder und Politiker
- Andrew Weir, 3. Baron Inverforth (1932–1982), britischer Politiker
- Andrew Weir, 4. Baron Inverforth (* 1966), britischer Politiker
- Andy Weir (Fußballspieler) (* 1937), schottischer Fußballspieler
- Andy Weir (* 1972),  US-amerikanischer Schriftsteller und Softwareentwickler
- Arabella Weir (* 1957), britische Schauspielerin
- Bill Weir (* 1967), US-amerikanischer Moderator und Autor
- Bob Weir (* 1947), US-amerikanischer Sänger und Gitarrist
- Caroline Weir (* 1995), schottische Fußballspielerin
- Christina Weir, US-amerikanische Comic- und Drehbuchautorin
- David Weir (Fußballspieler, 1863) (1863–1933), englischer Fußballspieler und -trainer
- David Weir (Drehbuchautor) (1934–2011), britischer Drehbuchautor
- David Weir (Rennfahrer) (1944–2012), US-amerikanischer Automobilrennfahrer
- David Weir (Fußballspieler, 1970) (* 1970), schottischer Fußballspieler und -trainer
- David Weir (Rennrollstuhlfahrer) (* 1979), britischer Rennrollstuhlfahrer
- Doddie Weir (1970–2022), schottischer Rugby-Union-Spieler
- Duncan Weir (* 1991), schottischer Rugby-Union-Spieler
- Elizabeth Weir (* 1948), kanadische Juristin und Politikerin
- Fred Weir (* 1951), kanadischer Journalist
- Gary E. Weir (* 1951), US-amerikanischer Historiker
- Gillian Weir (* 1941), neuseeländische Organistin und Cembalistin
- Harrison Weir (1824–1906), britischer Künstler, Schriftsteller und Katzenzüchter
- Ike Weir (1867–1908), britischer Boxer
- James Weir (Fußballspieler, 1851) (1851–1889), schottischer Fußballspieler
- James Weir (Fußballspieler, 1995) (* 1995), englischer Fußballspieler
- James Weir (Volleyballspieler) (* 1995), australischer Volleyballspieler
- Jane Weir († 1670), schottisches Opfer der Hexenverfolgungen
- Jillian Weir (* 1993), kanadische Leichtathletin
- Jimmy Weir (Fußballspieler, 1864) (James Weir; 1864–??), schottischer Fußballspieler
- Jimmy Weir (Fußballspieler, 1887) (James Weir; 1887–??), schottischer Fußballspieler
- Jimmy Weir (Fußballspieler, 1939) (James Weir; * 1939), schottischer Fußballspieler
- Jock Weir (Fußballspieler, 1891) (John Weir; 1891–??), schottischer Fußballspieler
- Jock Weir (Fußballspieler, 1923) (John Britton Weir; 1923–2003), schottischer Fußballspieler
- John Weir (Fußballspieler) (1865–1946), schottischer Fußballspieler
- John Weir (Schriftsteller) (* 1959), US-amerikanischer Schriftsteller
- John Ferguson Weir (1841–1926), US-amerikanischer Maler, Bildhauer und Hochschullehrer
- Johnny Weir (John Garvin Weir; * 1984), US-amerikanischer Eiskunstläufer
- Judith Weir (* 1954), britische Komponistin
- Julian Alden Weir (1852–1919), US-amerikanischer Maler
- Leonard Weir, US-amerikanischer Schauspieler
- Liz Weir, irische Schriftstellerin
- Margaret Weir († 2015), australische Akademikerin und Bildungspolitikerin
- Mary Josephine Weir (* 1945), US-amerikanische Schauspielerin, siehe Mary Jo Deschanel
- Michael Weir (Filmeditor) (1965–2005), britischer Filmeditor und Schauspieler
- Michael Scott Weir (1925–2006), britischer Diplomat
- Mike Weir (Politiker) (* 1957), schottischer Politiker (Scottish National Party)
- Mike Weir (* 1970), kanadischer Golfspieler
- Mike Weir (Schiedsrichter), US-amerikanischer American-Football-Schiedsrichter
- Molly Weir (1910–2004), britische Schauspielerin
- Natalie Weir (* 1967), australische Tänzerin und Choreografin
- Paul Weir (* 1983), britischer Boxer
- Peter Weir (Politiker), nordirischer Politiker
- Peter Weir (* 1944), australischer Regisseur
- Robert Weir (Politiker) (1882–1939), kanadischer Politiker
- Robert Weir (Leichtathlet) (* 1961), britischer Leichtathlet
- Robert Walter Weir (1803–1889), US-amerikanischer Maler
- Ruth Poe Weir (1924–2015), US-amerikanische Sängerin
- Spencer Weir-Daley (Spencer James Andrew Weir-Daley; * 1985), englisch-montserratischer Fußballspieler
- Stan Weir (Cricketspieler) (1904–2002), australischer Cricketspieler
- Stan Weir (Akademiker) (1921–2001), US-amerikanischer Arbeiterintellektueller, Sozialist und Gewerkschaftsführer
- Stan Weir (Eishockeyspieler) (Stanley Brian Weir; * 1952), kanadischer Eishockeyspieler
- Stanley Price Weir (1866–1944), australischer Brigadegeneral und Beamter
- Stephnie Weir (* 1967), US-amerikanische Schauspielerin
- Theresa Weir (* 1954), US-amerikanische Schriftstellerin
- Tony Weir (1936–2011), britischer Rechtswissenschaftler und Hochschullehrer
- Wally Weir (Walter Edward Weir; * 1954), kanadischer Eishockeyspieler
- Walter Weir (1929–1985), kanadischer Politiker
- Warren Weir (* 1989), jamaikanischer Leichtathlet
- William Weir, 1. Viscount Weir (1877–1959), britischer Industrieller und Politiker
- Zane Weir (* 1995), italienischer Leichtathlet